# Université Wilfrid-Laurier
Pour les articles homonymes, voir Laurier.
L'Université Wilfrid-Laurier (en anglais : Wilfrid Laurier University ou WLU) est une université publique canadienne située dans la ville de Waterloo en Ontario au Canada. Elle est nommée en référence à l'ancien premier ministre canadien Sir Wilfrid Laurier. Cette université offre des programmes de premier cycle universitaire, deuxième cycle universitaire, maîtrise et doctorat. En 2010, elle compte près de 11 000 étudiants.

## School of Business and Economics
L'université abrite l'école de gestion et des sciences économiques (School of Business and Economics, SBE).
La SBE se classe parmi les meilleurs programmes de gestion au Canada au niveau des études de 1er cycle et compte plus de 3 500 étudiants dont plus d'un millier dans le programme coopératif.[réf. nécessaire] Son programme de gestion est aussi réputé que ceux de l'Ivey School of Business, la Queen's School of Business et la Schulich School of Business.
Plus de 100 professeurs enseignent à la SBE.
Son département d'économie qui offre un programme en économie et gestion (finance, comptabilité ou administration) est classé second au Canada pour les études de premier cycle.[réf. nécessaire]
Des étudiants de WLU trouvent du travail avec les grands bureaux d'audit (KPMG, PwC, Deloitte et EY) et dans le domaine des banques d'affaires. C'est ainsi que de nombreux anciens de ce programme travaillent dans le quartier d'affaires de Bay Street (le Wall Street canadien) à Toronto.[réf. nécessaire]
Les étudiants de la SBE qui poursuivent une carrière dans le domaine de l'audit et expertise comptable se classent régulièrement parmi les meilleurs au Canada lors des examens nationaux pour l'attribution du titre de Comptable Agree (équivalent canadien d'expert-comptable) comme l'attestent les nombreuses médailles d'or (Gold Medalist) remportées par ces lauréats lors de ces examens.[réf. nécessaire]

## Sport
Au niveau sportif, l'équipe de football de l'université se classe régulièrement parmi les meilleures du Canada et a remporté la Coupe Vanier en 2005.

## Campus
Au début des années 2000, l'Université Wilfrid-Laurier a étendu ses activités avec l'ouverture d'un campus à Brantford, Ontario.